# Мошинська Дар'я Русланівна
Дар'я Русланівна Мошинська (31 жовтня 2007 ) — українська плавчиня-синхроністка, чемпіонка світу.

## З життєпису
Представляє команду Харківської області.
У 2022 році дебютувала на дорослому чемпіонаті світу, де стала чемпіонкою світу в довільній програмі комбінації та гайлайті. 

## Державні нагороди
- Медаль «За працю і звитягу» (7 вересня 2023) — За досягнення високих спортивних результатів на III Європейських іграх у м.Кракові (Республіка Польща), виявлені самовідданість та волю до перемоги, піднесення міжнародного авторитету України.[1]